# Vaccinium cordifolium
Vaccinium cordifolium là một loài thực vật có hoa trong họ Thạch nam. Loài này được (M. Martens & Galeotti) Hemsl. miêu tả khoa học đầu tiên năm 1881.